# Kessleria bakeri
Kessleria bakeri is een vlinder uit de familie van de stippelmotten (Yponomeutidae). De wetenschappelijke naam van de soort werd in 1894 gepubliceerd door Walsingham.